# 文化保守主義
文化保守主義（英語：Cultural conservatism）是指保護一國文化或不受國家疆界劃定之共享文化的遺產。其他種類的文化保守主義是指以某一特定語言劃定的文化（如阿拉伯語）。
共享文化可分為西方文化與中華文化。在美國，「文化保守主義」可能隱含在文化戰爭中採取保守立場。文化保守主義即使在面臨到巨大變革，也堅守傳統思想方式。他們強烈相信傳統價值與傳統政治，往往有迫切的民族主義感。
文化保守主義與社會保守主義不同，儘管他們在部分議題上重疊。社會保守主義者認為政府應鼓勵或強力執行他們所認為的傳統價值或行為。社會保守主義者希望透過民法或法規，保護傳統道德與社會習俗。與文化保守主義不同的是，社會變革通常被視為社會保守主義的主要威脅。

## 愛爾蘭
1980年代至1990年代以前，愛爾蘭的文化保守主義支持愛爾蘭語、蓋爾文化和天主教會，是政壇上的一股勢力，特別與愛爾蘭共和黨有關。

## 美國
在美國，「文化保守主義」逐漸被用來取代「基督教右派」或「宗教右派」（Religious right）。「文化保守主義」可能隱含在文化戰爭中採取保守立場。在更廣泛意義上的文化保守主義其中一個例子是艾倫·布倫（Allan Bloom），在《The Closing of the American Mind》一書中主張反對文化相對論。

## 備註
1. ↑  Cultural conservatism, political liberalism: from criticism to cultural studies  （页面存档备份，存于） James Seaton, University of Michigan Press, 1996 ISBN 978-0-472-10645-5, 9780472106455]